# Costa Toscana
Costa Toscana è una nave da crociera della compagnia genovese Costa Crociere costruita presso il cantiere navale Meyer Turku, in Finlandia, ha una nave gemella denominata Costa Smeralda.

## Storia

### Progettazione e costruzione
Il 15 giugno 2015 Carnival Corporation & plc, annuncia l'ordine di quattro navi da crociera di classe Excellence alimentate da gas naturale liquefatto (GNL).
Il taglio della prima lamiera è avvenuto il 19 agosto 2019, mentre il grosso modulo centro-poppiero con la sala macchine della nave (detto Floating Engine Room Unit – FERU), della lunghezza di 140 m per 42 m di larghezza, viene realizzato in Germania dal cantiere Neptun Werft (società controllata dal gruppo Meyer) di Warnemünde, nei pressi di Rostock, e trasferito dal 16 dicembre 2019 uscendo nel Golfo di Meclemburgo, al traino di due rimorchiatori, attraverso il nuovo corso del canale marittimo (Neuer Strom/Seekanal) dal lago Breitling, bacino interno (Bodden) nell’estuario del Basso Warnow (Unterwarnow), per poi proseguire sul Mar Baltico sino a Turku per l'assemblaggio con gli altri blocchi. Quindi l’impostazione sul bacino di costruzione presso lo stabilimento Meyer Turku in Finlandia, avviene contemporaneamente a una prima cerimonia delle monete, l'11 febbraio 2020.
Il 16 novembre 2020 l’iconico fumaiolo giallo con la classica “C” blu, viene posizionato sulla sovrastruttura della nave ed infine, il 15 gennaio 2021, come da tradizione del cantiere, dopo un colpo di cannone si è dato il via all’allagamento del bacino di costruzione per il varo tecnico della nave.
Il 2 dicembre 2021 viene consegnata a Costa Crociere.

### Entrata in servizio
L'entrata in servizio della nave è prevista il 5 marzo 2022 da Savona ma già nel periodo compreso tra il 1º e il 5 febbraio 2022 è stata impiegata come palco secondario per un evento legato al 72º Festival di Sanremo, condotto da Fabio Rovazzi e Orietta Berti. Ha svolto la stessa funzione anche per il 75º Festival di Sanremo, più precisamente il 15 febbraio 2025 durante la serata finale della kermesse.
Il 16 giugno 2022, durante un viaggio di servizio, viene battezzata a Barcellona, in Spagna dalla cantante cubano-spagnola Chanel Terrero, che è salita alla ribalta rappresentando la Spagna all'Eurovision Song Contest 2022 classificandosi terza.

## Caratteristiche
Costa Toscana è costata approssimativamente 850 milioni di euro, è lunga 337 m e larga 42 m. La nave ha 2 612 cabine totali, (di cui: 1.522 con balcone privato, 28 suite con balcone privato e 106 cabine con terrazza sul mare), inoltre ha una sala videogiochi, due teatri, uno su due ponti e l’altro su tre, il centro benessere Solemio, 19 bar, 11 ristoranti, un casinò, una discoteca, un parco acquatico e dei negozi.
La nave ha una stazza lorda di 186364 tonnellate e trasporta fino a 6 554 passeggeri. 
Dispone di 15 ponti, denominati come alcune città toscane:

### Ponte 4:Talamone
- cabine ospiti

### Ponte 5:Montalcino
- cabine ospiti
- L'Oliveto Restaurant, a poppa

### Ponte 6:Pienza
- Poltrona Frau Arena, a prua
- Leonardo Grand Bar, a centro nave
- Atrio Colosseum, a centro nave
- L'Argentario Restaurant, a centro nave
- Le Anfore Restaurant, a centro nave
- La Maremma Restaurant, a poppa

### Ponte 7:Montepulciano
- Poltrona Frau Arena, a prua
- Galleria Shops, a centro nave
- Il Mattino Bar, a centro nave
- Atrio Colosseum, a centro nave
- Campari Bar, a centro nave

- Granducato Bar, a centro nave
- Granducato Casinò, a centro nave
- Heineken Star Club & Bistrò, a centro nave
- Sala Giochi Arcade, a centro nave
- Il Vigneto Osteria Restaurant, a poppa

- Infinity Terrace & Bar, a poppa

### Ponte 8:Bolgheri
- Infinity Walk, a prua
- Archipelago Restaurant, a prua
- Bellavista Restaurant, a prua
- Piazza dei Miracoli, a prua
- Ferrari Spazio Bollicine, a prua
- Food Lab, a centro nave
- Teppanyaki Restaurant, a centro nave
- Atrio Colosseum, a centro nave
- La Sagra dei Sapori Restaurant, a centro nave
- cabine ospiti

### Ponte 9:Siena
- cabine ospiti

### Ponte 10:Volterra
- cabine ospiti

### Ponte 11:San Gimignano
- cabine ospiti

### Ponte 12:Arezzo
- cabine ospiti

### Ponte 14:Livorno
- cabine ospiti

### Ponte 15:Pisa
- cabine ospiti

### Ponte 16:Lucca
- cabine ospiti
- La Spiaggia Beach Club, a centro nave
- Solemio Spa, a centro nave
- Squok Club, a centro nave
- Piazza del Campo, a poppa

### Ponte 17:Montecatini Terme
- cabine ospiti
- Nutella at Costa, a centro nave
- La Spiaggia Beach Club, a centro nave
- Splash Aqua Bar, a centro nave
- Aperol Spritz Bar, a centro nave
- Kiki Poke, a centro nave
- Il Forte Beach, a centro nave
- Piazza del Campo, a poppa

### Ponte 18:Viareggio
- Versilla Beach, a prua
- Solarium, a prua
- Volare Skywalk, a centro nave
- Orizzonte Bar, a poppa
- Piazza del Campo, a poppa

### Ponte 19:Pietrasanta
- Private 19 Solarium, a prua
- Splash Aqua Bar, a centro nave
- Solarium, a poppa

## Navi gemelle
Costa Toscana è parte della classe Excellence, categoria di navi da crociera progettata per il gruppo crocieristico Carnival Corporation & plc per i suoi marchi, ed è la seconda nave di questa tipologia costruita per Costa Crociere.
| Nome                 | Sottoclasse   | Armatore             | Stazza (GT) |
| -------------------- | ------------- | -------------------- | ----------- |
| AIDAnova             | classe Helios | AIDA Cruises         | 183 858     |
| Costa Smeralda       | Smeralda      | Costa Crociere       | 185 010     |
| Iona                 | classe XL     | P&O Cruises          | 184 089     |
| Mardi Gras           | classe XL     | Carnival Cruise Line | 181 808     |
| AIDAcosma            | classe Helios | AIDA Cruises         | 183 774     |
| Carnival Celebration | classe XL     | Carnival Cruise Line | 181 808     |